# Iriklinski-Stausee
Der Iriklinski-Stausee (russisch Ирикли́нское водохрани́лище, Iriklinskoje Wodochranilischtsche) ist der größte Stausee am Ural. Er befindet sich in der Oblast Orenburg (Russland). Das Wasserkraftwerk Iriklinskaja GES (Ирикли́нская ГЭС) der OGK-1 hat eine installierte Leistung von 30 Megawatt (MW). Das Gaskraftwerk IGRES am Ufer des Sees hat eine Leistung von 2400 MW elektrischer Energie und 233 MW Fernwärme. Bei den Hochwasserereignissen im April 2024 überschritt der Stausee seine Kapazitätsgrenze.

## Stausee und Kraftwerke

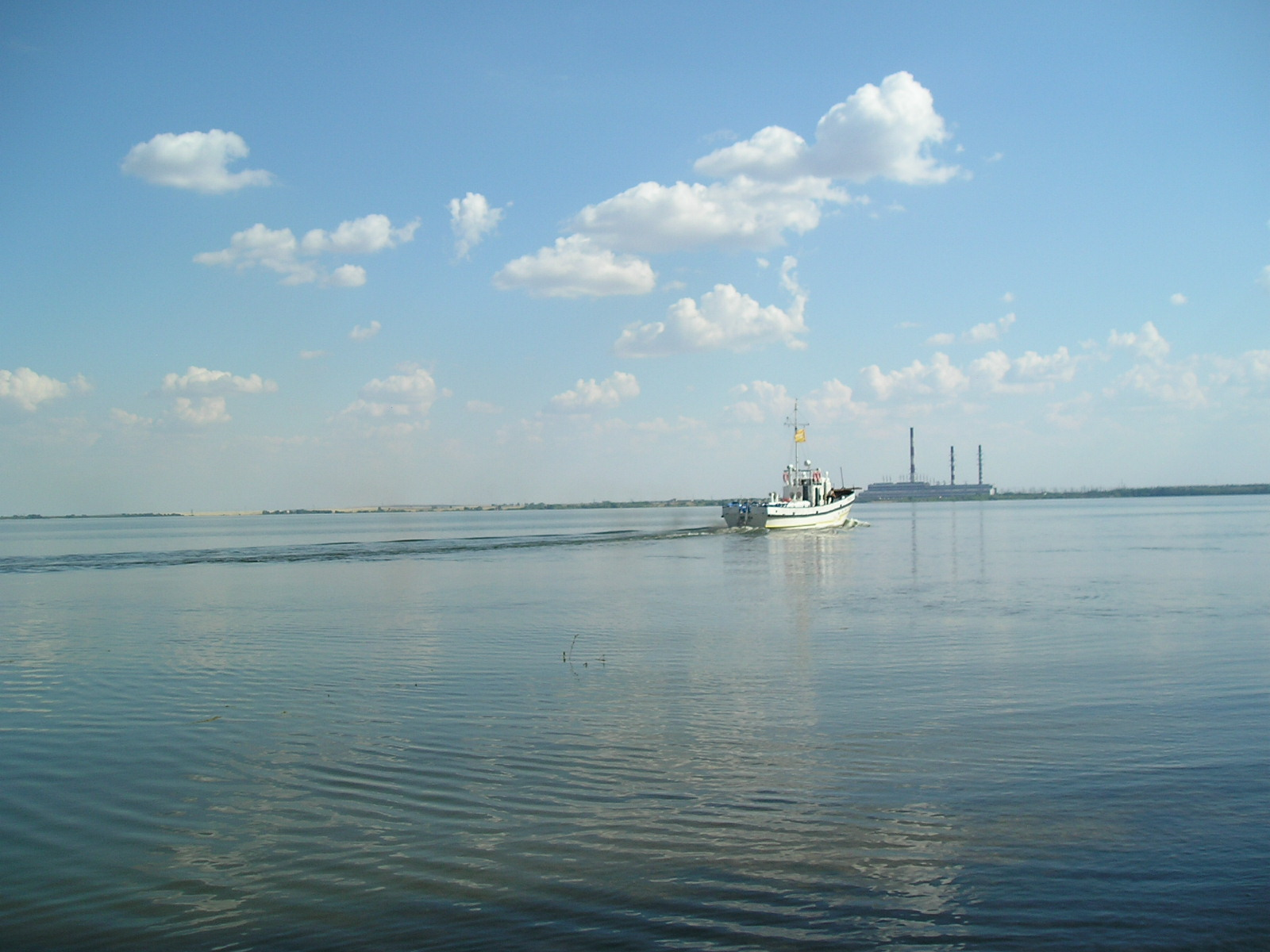
Stausee und Gaskraftwerk

Der Stausee wurde durch den 1957–1958 geschlossenen Staudamm des Wasserkraftwerks am Fluss gebildet. Namensgebend war der Ort Iriklinski (Ириклинский) östlich der Talsperre. Der See hat eine Fläche 260 km² und ist 70 Kilometer lang und bis zu acht Kilometer breit. Er ist bis zu 34 Meter tief und hat bei einer durchschnittlichen Tiefe von 12,7 Meter ein Volumen von 3260 Millionen m³. Der Stausee bildet eine große Bucht entlang des Flusses. Der Pegel des Stausees schwankt innerhalb von elf Metern. Er wurde angelegt für die Wasserversorgung von Industrieunternehmen und öffentlichen Versorgungsunternehmen in den Städten Orsk, Nowotroizk und anderen besiedelten Gebieten, für die Landbewässerung sowie den Hochwasserschutz in der Region Orsk.

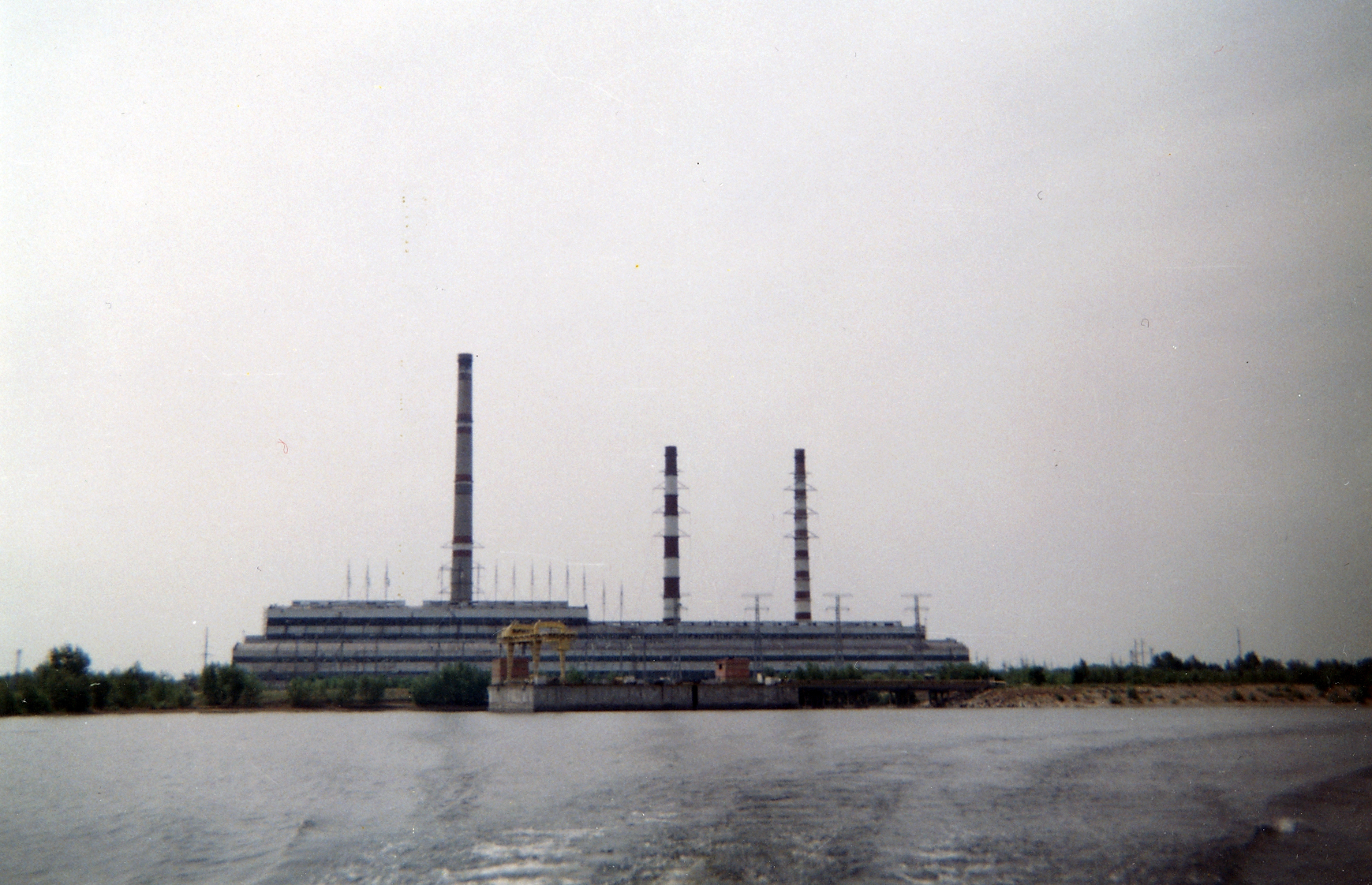
Iriklinski-Gaskraftwerk (2002)

Am Südufer des Stausees wurden die städtische Siedlung Energetik und das Gaskraftwerk Iriklinskaja GRES (IGRES, Ирикли́нская ГРЭС, ИГРЭС ⊙) errichtet. Seit November 1979 liefern acht Blöcke jeweils 300 MW elektrische Energie. Im November 1970 nahmen die beiden ersten Blöcke ihren Betrieb auf. Jeweils zwei weitere Blöcke folgten 1971/1972, 1974 und 1978/1979. Das Kraftwerk liefert Strom in die Oblast Orenburg, nach Magnitogorsk und Baschkortostan sowie in die Industriestadt Schitiqara in Kasachstan. Hinzu kommt Fernwärme von 233 MW. Der Siedlung Energetik (Энергетик) hat 6540 Einwohner (2021) und Iriklinski etwa 1000 Einwohner.

## Hochwasser im April 2024
Am 5. April 2024 überschritt der Stausee bei einem Pegel von 245,07 Meter seine Kapazitätsgrenze um 21 Millionen m³. Die Zuflussmenge betrug 2300 m³/s, die Abflussmenge wurde auf 2170 m³/s erhöht. Am Tag zuvor hatte der See noch eine freie Kapazität von 15 Millionen m³ bei einem Zufluss von 2480 m³/s bei einem Abfluss von 1589 m³/s nach 1672 m³/s am 3. April. Bei Orsk, Orenburg und in Kasachstan brachen Dämme des Urals.

## Belege
1. ↑  Artikel Iriklinski-Stausee in der Großen Sowjetischen Enzyklopädie (BSE), 3. Auflage 1969–1978 (russisch), abgerufen am 18. April 2024.
2. ↑  Iriklinskaya Gas Power Plant Russia. Englisch, abgerufen am 18. April 2024.
3. ↑  «Водохозяйственная обстановка на Ириклинском водохранилище на 06 апреля 2024г». Russisch, abgerufen am 18. April 2024.
4. ↑  «Водохозяйственная обстановка на Ириклинском водохранилище на 5 апреля 2024г». Russisch, abgerufen am 18. April 2024.
5. ↑  «Водохозяйственная обстановка на Ириклинском водохранилище на 04.04.2024 г». Russisch, abgerufen am 18. April 2024.